# Friedersdorf (Großbreitenbach)
Friedersdorf ist ein Ortsteil der Landgemeinde Stadt Großbreitenbach im Ilm-Kreis in Thüringen in Deutschland.

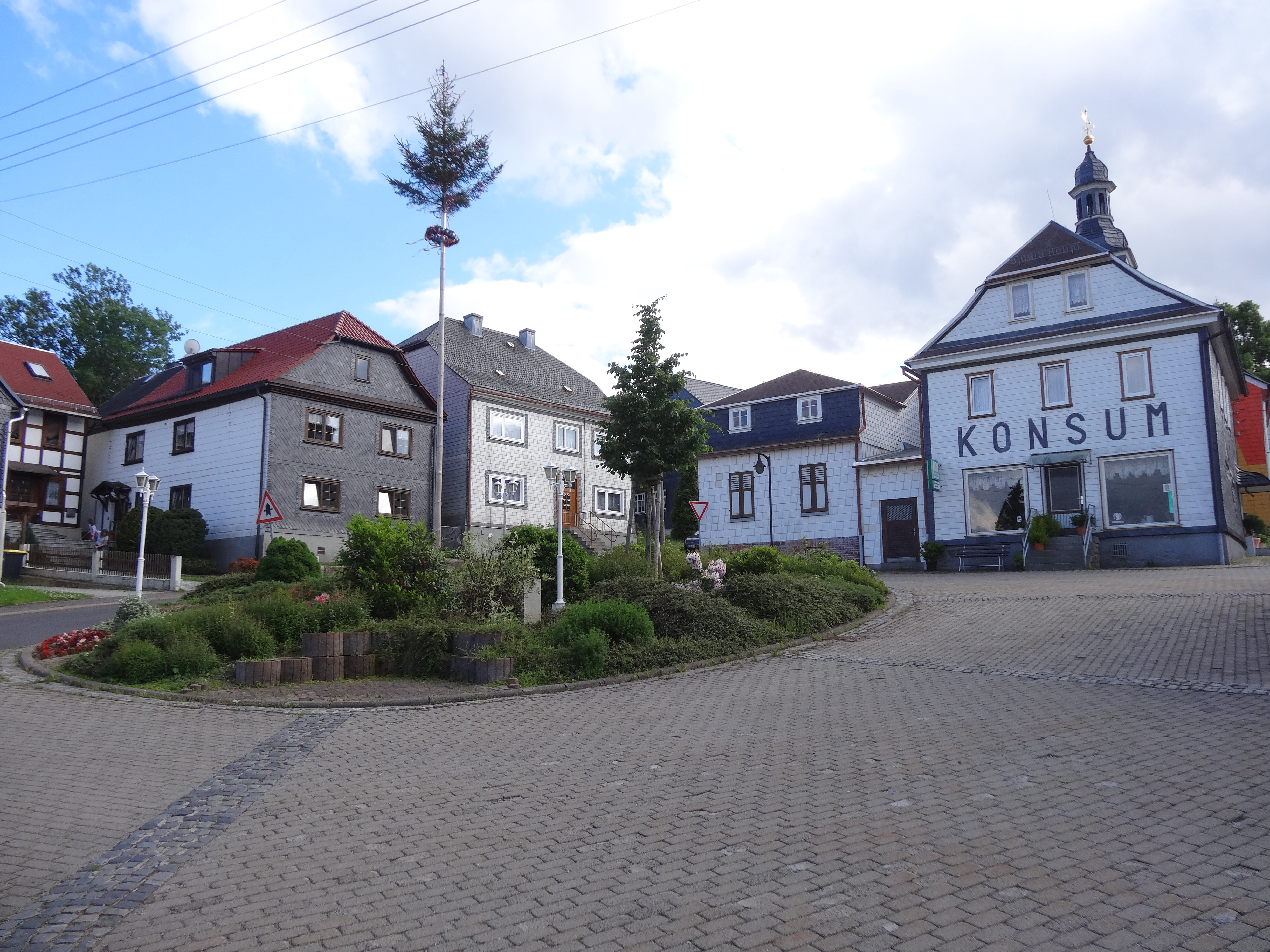
Zentraler Platz

## Geografie
Friedersdorf liegt an einem Talhang zwischen Junkersbach im Norden und Großbreitenbacher Hochfläche im Süden. Westlich des Ortes liegt der 808 Meter hohe Lange Berg, östlich erstreckt sich das Schwarzatal. Der Friedersdorfer Hausberg ist der 676 Meter hohe, nicht zur Gemarkung gehörende und unbewaldete Milchberg südöstlich des Ortes. Zum Ort gehört die Ölschröte, eine Mühle im Junkersbachtal.

### Nachbarorte
Im Uhrzeigersinn, beginnend im Norden: Herschdorf, Willmersdorf, Wildenspring, Böhlen, Großbreitenbach, Gillersdorf

## Geschichte
Friedersdorf wurde 1370 erstmals urkundlich erwähnt. Die Einwohner lebten viele Jahrhunderte lang von Weberei und Glasherstellung. Bis 1920 gehörte es zum Fürstentum bzw. Freistaat Schwarzburg-Rudolstadt (Oberherrschaft), danach bis 1952 zum Landkreis Arnstadt, anschließend zum Kreis Ilmenau und seit 1994 zum Ilm-Kreis. Eine weitere Besonderheit von Friedersdorf ist, dass die Einwohner bei den Reichstagswahlen zwischen Erstem Weltkrieg und 1933 immer mehrheitlich KPD wählten.
1994 kam Friedersdorf zum Ilm-Kreis. Die Gemeinde gehörte ab 1994 der Verwaltungsgemeinschaft Großbreitenbach an. Der Verwaltungssitz war in der Stadt Großbreitenbach. Mit der Umwandlung dieser in die Landgemeinde Stadt Großbreitenbach wurde Friedersdorf ein Ortsteil dieser.

### Einwohnerentwicklung
Entwicklung der Einwohnerzahl:
| - 1843 – 408 - 1939 – 406 - 1989 – 251 - 2005 – 230 - 2010 – 205 - 2015 – 205 |

 Datenquelle: ab 1994 Thüringer Landesamt für Statistik – Werte vom 31. Dezember

## Politik

### Ortschaftsrat
Der Ortschaftsrat von Friedersdorf wurde erstmals zu den Kommunalwahlen in Thüringen am 26. Mai 2019 gewählt. Zuvor hatten seit der Bildung der Landgemeinde Großbreitenbach die ehemaligen Mitglieder des Gemeinderates als Ortschaftsräte fungiert.
Den Ortschaftsrat bilden neben der Ortschaftsbürgermeisterin vier weitere Mitglieder, die alle der Initiative Friedersdorf angehören.

### Ortschaftsbürgermeisterin
Die Ortschaftsbürgermeisterin von Friedersdorf ist seit dem 1. Juli 2022 Sylvia Himmelreich. Zuvor war seit 1999 Wilhelm Traute der ehrenamtliche Bürgermeister bzw. seit der Bildung der Landgemeinde Großbreitenbach 2019 der Ortschaftsbürgermeister.

## Museen
Thüringer Wald-Kreativ-Museums-Großbreitenbach und Umgebung, mit der Dauerausstellung Textile Traditionen und Ortsgeschichte.

## Wirtschaft und Verkehr
Die Einwohner von Friedersdorf lebten früher von Weberei und Glasherstellung. Industrie gab es im Ort nie. Im Jahr 1930 wurde eine Schwerspatgrube eröffnet, die zur Versorgung der Schmelzhütte Mankenbach diente. Heute arbeiten viele Einwohner in Großbreitenbach oder Ilmenau.
Aus Friedersdorf führt nur eine Straße, die den Ort dann über Böhlen, bzw. Gillersdorf mit anderen Orten verbindet.